# 圣莫尔-克雷泰伊站
圣莫尔-克雷泰伊站（法語：Gare de Saint-Maur - Créteil，法語發音：[sɛ̃moʁ kʁetɛj]）是一座位于法国巴黎东南郊马恩河谷省圣莫代福塞的快铁车站，在法兰西岛大区快速铁路A2支线上。 

## 历史
车站的前身是十九世纪巴黎铁路网的巴黎巴士底－布里地区马尔勒线（文森线）上的一站，自1853年得到拿破仑三世的敕令而开建，于1859年9月22日通车。圣莫尔-克雷泰伊车站于1969年12月14日开始运行，作为法兰西岛大区快速铁路A2支线：布瓦西圣莱热分支上的一站。

### 乘客流量
据巴黎大众运输公司（RATP）的数据，2011年圣莫尔-克雷泰伊站的入站乘客总人次数为3626427人次。

## 车次
圣莫尔-克雷泰伊站在正常时段的发车频率是10分钟一班，高峰时期的发车频率是每小时12班次。晚间的发车频率是15分钟一班。

## 换乘路线
圣莫尔-克雷泰伊站位于巴黎第三收費區（zone 3），没有与其他地铁、快铁或高铁接轨。车站东侧出口有大型的公交车站，接驳邻近地区的公交车线路（包括夜间公交线路）：
- RATP公交线路：107 111 112 306 TVM
- 夜间公交线路（Noctilien）：35 71

圣莫尔-克雷泰伊站也是马恩河谷公交专线（TVM）的终点站，另一端的终点站是RER B线的贝尔尼十字架站（Gare de La Croix de Berny）。

## 图集

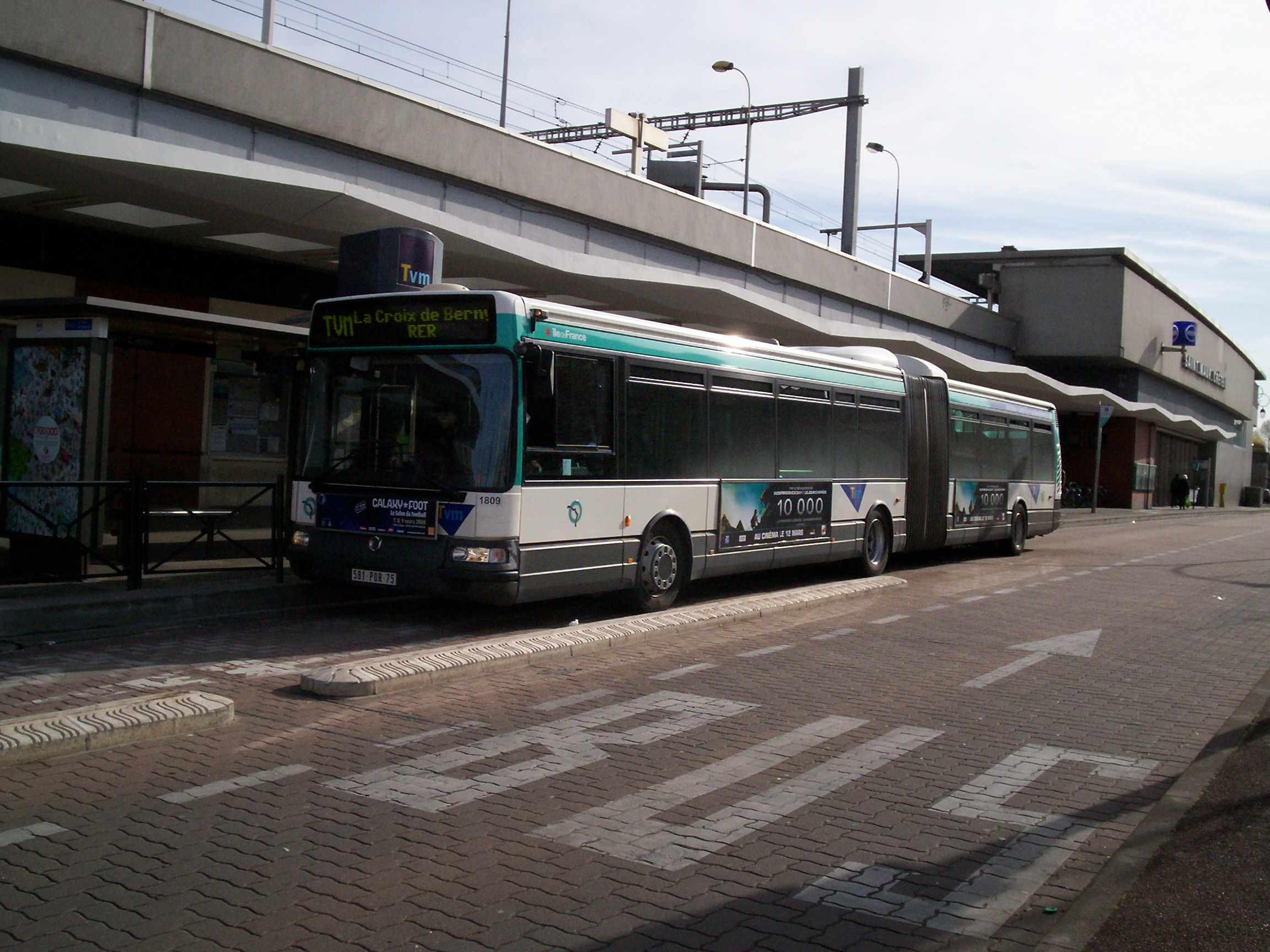
正离开的TVM公交快线
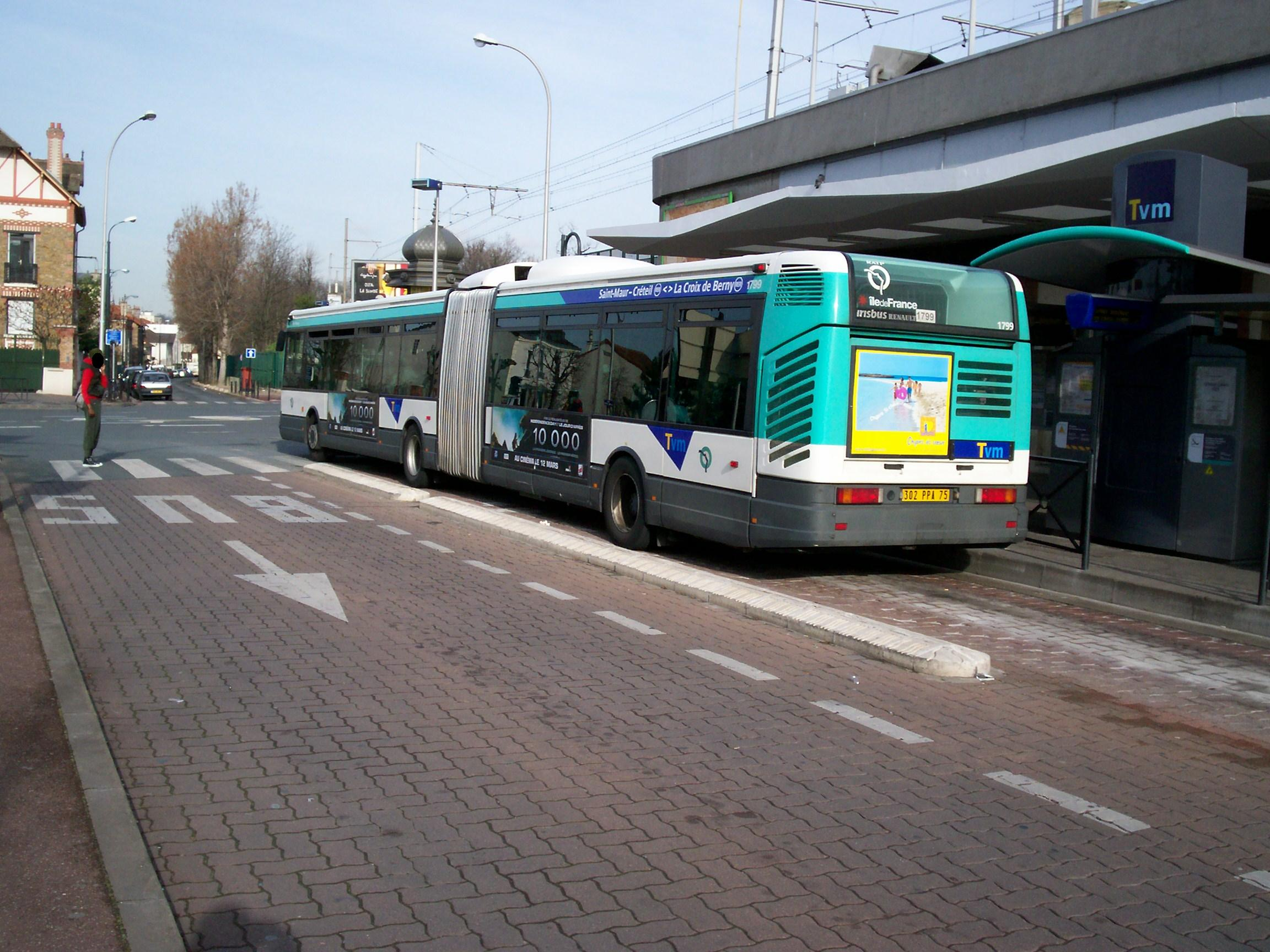
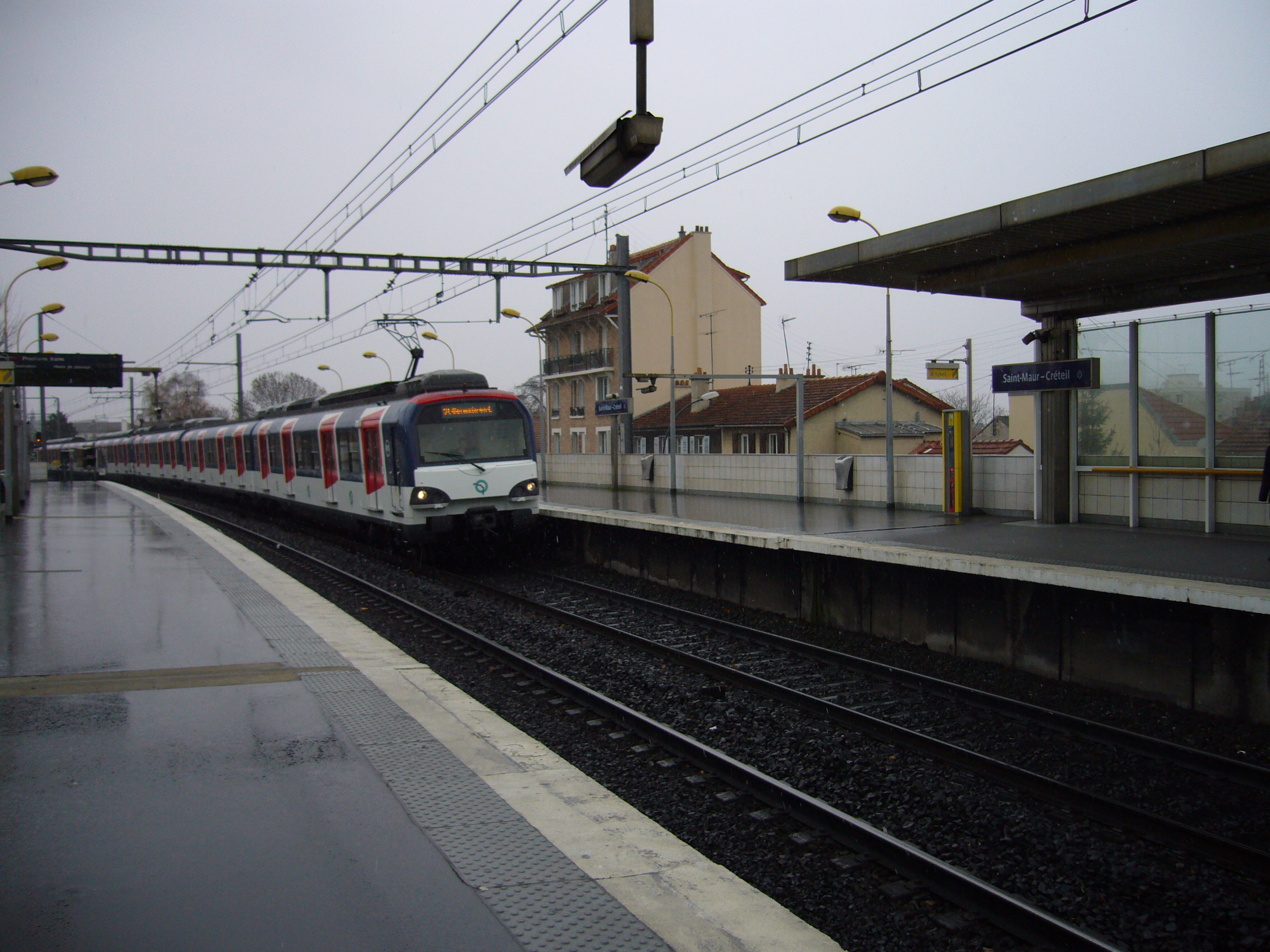
往巴黎方向进站的列车
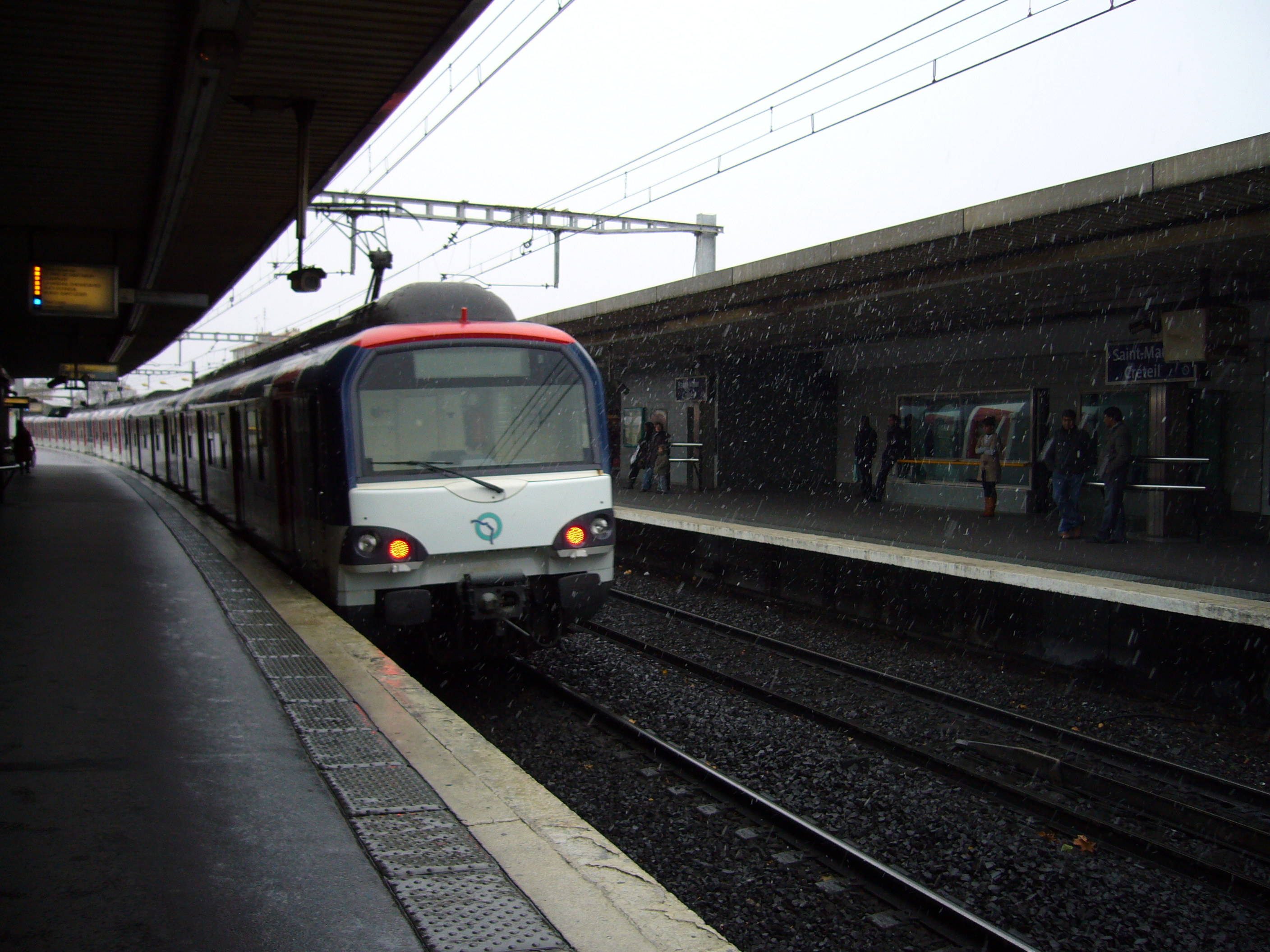
往布瓦西圣莱热的列车
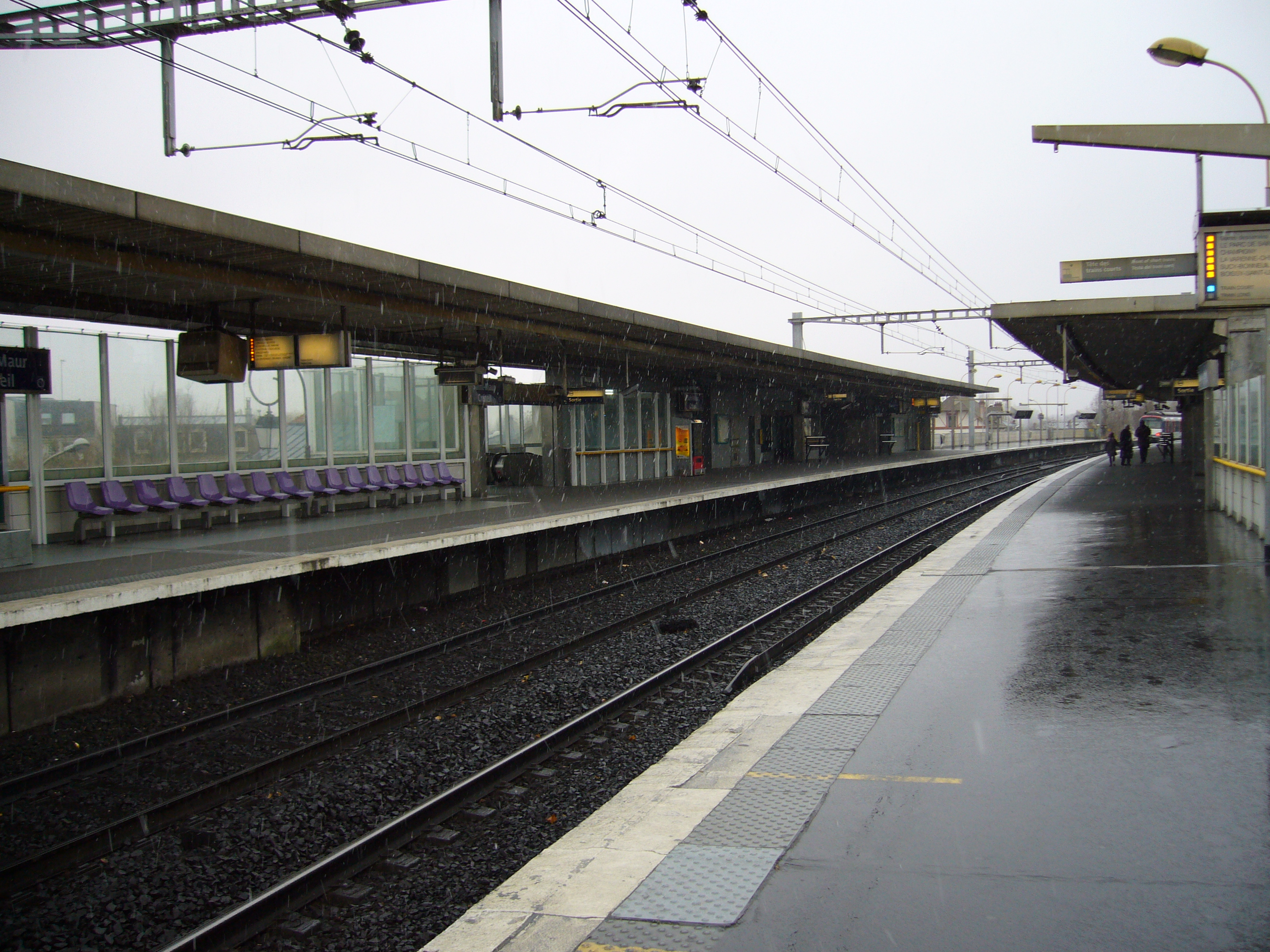
两侧的站台